# Kraftwerk Hekinan
Das Kraftwerk Hekinan (jap. 碧南火力発電所, Hekinan karyoku hatsudensho) ist ein Kohlekraftwerk in Japan, das an der Mikawa-Bucht nahe der Stadt Hekinan in der Präfektur Aichi gelegen ist. Mit einer installierten Leistung von 4,1 GW ist es das leistungsstärkste Kohlekraftwerk in Japan. Nach dem Kraftwerk Kawagoe (4.802 MW) ist es das leistungsstärkste Kraftwerk der Chubu Electric Power Company, das fossile Brennstoffe verwendet. Es dient zur Abdeckung der Grundlast.
Am 22. August 2003 erreichte das Kraftwerk Hekinan die Marke von insgesamt 200 Mrd. produzierten kWh, seit der erste Block am 18. Oktober 1991 in Betrieb ging. Am 18. Januar 2007 wurde die Marke von 300 Mrd. erzeugten kWh überschritten. Damit produziert es ca. 30 Mrd. kWh pro Jahr, das entspricht nicht ganz einem Viertel der gesamten Stromerzeugung von Chubu Electric Power.

## Kraftwerksblöcke
Das Kraftwerk besteht aus insgesamt fünf Blöcken unterschiedlicher Leistung, die von 1991 bis 2002 in Betrieb gingen. Die folgende Tabelle gibt einen Überblick:
| Block | Max. Leistung (MW) | Betriebsbeginn | Turbine         | Generator | Dampfkessel |
| ----- | ------------------ | -------------- | --------------- | --------- | ----------- |
| 1     | 700                | 18.10.1991     | Toshiba         | Toshiba   | MHI         |
| 2     | 700                | 12.06.1992     | Babcock-Hitachi | Hitachi   | Hitachi     |
| 3     | 700                | 22.04.1993     | MHI             | Melco     | IHI         |
| 4     | 1000               | 11.2001        | Toshiba         | Toshiba   | IHI         |
| 5     | 1000               | 11.2002        | Toshiba         | Toshiba   | IHI         |

Alle Blöcke verwenden superkritische Dampferzeuger (englisch supercritical: siehe Überkritisches Wasser). Bei den Blöcken 1 bis 3 liegt die Temperatur des Dampfs bei 538 bzw. 566 °C und der Druck bei 24,1 MPa. Bei den Blöcken 4 und 5 liegen die entsprechenden Werte bei 566 bzw. 593 °C und bei 24,1 MPa. Die Drehzahl der Maschinen 4 und 5 liegt bei 3.600 Umdrehungen pro Minute.
Am 20. Januar 2014 brach in Block 3 ein Feuer aus.

## Brennstoff
Das Kraftwerk Hekinan benötigt ca. 10 Mio. t Kohle pro Jahr, der Preis lag am 31. August 2012 bei ca. 90 US$ pro Tonne. Von Oktober 1990 bis zum 11. November 2006 wurden insgesamt 100 Mio. t Kohle an das Kraftwerk geliefert. Im Geschäftsjahr 2005 stammte die Kohle überwiegend aus Australien (56,6 %), Indonesien (32,7 %) sowie China (7,8 %). Die Steinkohle wird per Schiff angeliefert. Das Kraftwerk verfügt deshalb über einen eigenen Pier. Die anfallende Flugasche wird über die Hekinan-Linie der Bahngesellschaft Kinuura Rinkai Tetsudō abtransportiert, ebenso übernimmt sie die Anlieferung des zur Entschwefelung benötigten Calciumcarbonats.
2007 kündigte Chubu an, dass in Zukunft ca. 400.000 t Holzabfälle aus der Papierherstellung zusammen mit der pulverisierten Kohle verbrannt werden. 2010 gab Chubu bekannt, dass seit Mai 2009 Tests durchgeführt worden sind und dass zukünftig ca. 300.000 t holzartiger Biomasse verbrannt würden. Dies entspricht ca. 3 % des Kohleverbrauchs.
Im Geschäftsjahr 2005 fielen ca. 930.000 t Asche an, die wie folgt verwendet wurden:
- Zuschlagsstoff zu Zement 760.000 t
- sonstige Verwendung 100.000 t, z. B. als künstliche Zeolithe 3.000 t[14] oder als Beimengung zu Plastik und Gummi[15]
- Entsorgung auf Deponie 70.000 t.

## Sonstiges
Die englische Zeitung The Telegraph führte Hekinan 2007 mit 28,9 Mio. t an Stelle 8 der 25 größten CO2-Emittenten weltweit. Laut Kiko Network war Hekinan mit 24,1 Mio. t der größte CO2-Emittent in Japan. Gemäß dieser Quelle liegt Hekinan an Stelle 65 der leistungsstärksten Kraftwerke weltweit.